# Speed Graphic

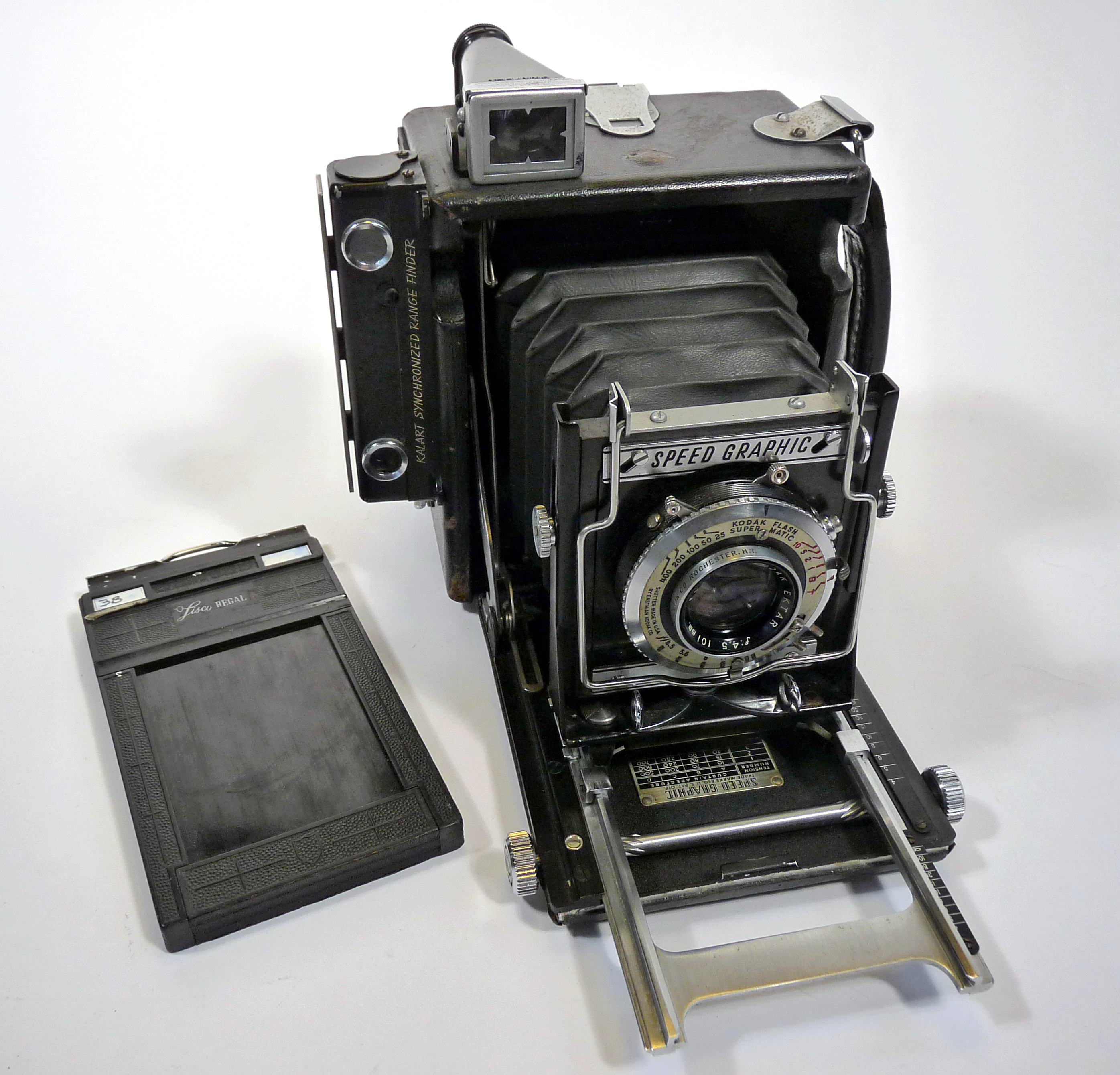
Камера Graflex Speed Graphic формата 2,25x3,25 дюйма (средний формат), Miniature Speed Graphic, начало 40-х годов. объектив: Ektar F4.5, 101 мм, фокальный затвор

Speed Graphic — торговое название линейки пресс-камер, выпускавшихся фирмой Graflex в Рочестере, штат Нью-Йорк. Первые модели были выпущены в 1912 году, а производство аппаратуры этого бренда продолжалось до 1973 года. Наиболее значительные усовершенствования произошли в 1947 году с выпуском модели Pacemaker Speed Graphic и Pacemaker Crown Graphic (отличалась отсутствием фокального затвора, благодаря чему весила на 1 фунт (~0,45 кг) меньше).

## Описание
Под общим названием Speed Graphic различные модели Graphic выпускались в период между 1912 и 1973 годами. Аутентичный Speed Graphic имел фокальный затвор, отсутствовавший в моделях Crown Graphic и Century Graphic, рассчитанных на работу только с апертурными затворами в оправах объективов. Одноимённое название Speed (англ. «Скорость») камера получила благодаря максимальной скорости выдержки 1/1000 секунды, недоступной центральным затворам, и легко достижимой встроенным фокальным. Таким образом, эти камеры позволяли фотографу выбирать один из двух затворов в зависимости от снимаемого сюжета, или использовать сменную оптику без встроенного центрального затвора. Speed Graphic выпускалась с размером кадрового окна 2×3, 3×4, 4×5 и 5×7 дюймов. Самым распространённым стал формат 4×5 дюймов.
Несмотря на все достоинства, Speed Graphic был плохо приспособлен к оперативной съёмке, требуя сложных манипуляций. Установка выдержки фокального затвора выполнялась настройкой двух параметров: ширины щели затвора и натяжения пружины. Чтобы сделать кадр, фотографу нужно было установить кассету с неэкспонированой пленкой, открыть затвор объектива, взвести фокальный затвор, выдвинуть шибер кассеты, сфокусироваться  и спустить фокальный затвор. Или, если использовался затвор объектива, то фокальный затвор (на моделях Speed Graphic и Pacemaker Graphic) необходимо было установить в положение «T», при котором кадровое окно открывается полностью, и затем спустить затвор объектива. При съемке в помещении фотографу также ещё приходилось менять лампы вспышки . На камере использовались двухсторонние кассеты. Светочувствительный материал — листовая пленка. Установка пленки в кассету производилось в полной темноте. Увеличить оперативность съемки можно было используя кассеты Grafmatic, — они позволяли зарядить сразу шесть листов пленки: каждый лист устанавливался в индивидуальный держатель-перегородку.
Ещё более быстрой съемки можно было достичь применением 12 и 16-кадровых фильм-паков (их производство закончилось в конце 1970-х годов) и тогда скорость съемки зависела от того, как быстро фотограф вытягивал проэкспонированные листы из пачки и взводил затвор. К тому же, замену и установку фильм-пака можно было производить при дневном свете. Для камер формата 2.25 x 3.25, 3.25 x 4.25 и 4 x 5 дюйма, выпускались рольфильм адаптеры, в которые можно было заправлять рулонную пленку формата 120 или 220, позволявшие произвести от 8 до 20 экспозиций на один рулон пленки (в зависимости от модели адаптера) Фотографам того времени приходилось быть крайне бдительными, чтобы не упустить момент хорошего снимка, и зачастую выкрик «Пожалуйста, ещё один!» был обычным делом, если кто-то из фотографов промахивался. Президент Гарри Трумэн называл фотографов Белого дома как «Клуб „Еще один“»

### Работа фокального затвора
Фокальный затвор камеры представляет собой длинный рулон тонкой прорезиненной ткани (штора), намотанный на два барабана расположенных в верхней и нижней частях заднего корпуса. В определённых местах шторы имелись прорези различной ширины. Во время экспонирования кадра прорезь перемещалась вдоль плоскости пленки со скоростью заранее заданной натяжением пружинного механизма. Штора затвора имела 4 прорези шириной 1/8, 3/8, 3/4, 1 1/2 дюймов и «окно» открывавшее кадр целиком (положение «Т») для возможности съемки с использованием центрального затвора в объективе и наводки на резкость по матовому стеклу. На моделях Speed Graphic имелось 6 уровней натяжения пружинного механизма, значения которых устанавливались путем вращения барашковой ручки. Натяжение пружины увеличивало скорость движения шторы затвора. Модели Pacemaker Graphic имели только два уровня натяжения — высокий и низкий. Различные комбинации ширины щели и натяжения пружины позволяли обеспечить диапазон выдержек от 1/10 до 1/1000 с.
| Ширина щели (дюймы) | 1/8      | 3/8      | 3/4     | 1 1/2   | T          |
| Натяжение 1         | 1/350 с  | 1/110 с  | 1/40 с  | 1/10 с. | (открытый) |
| Натяжение 2         | 1/440 с  | 1/135 с  | 1/50 с. | 1/15 с. | (открытый) |
| Натяжение 3         | 1/550 с  | 1/160 с  | 1/65 с. | 1/20 с. | (открытый) |
| Натяжение 4         | 1/680 с  | 1/195 с. | 1/75 с. | 1/25 с. | (открытый) |
| Натяжение 5         | 1/825 с  | 1/235 с. | 1/80 с  | 1/30 с  | (открытый) |
| Натяжение 6         | 1/1000 с | 1/295 с  | 1/90 с  | 1/35 с  | (открытый) |

## История

### Производство
За годы существования название компании несколько раз менялось. Сначала после поглощения корпорацией Eastman Kodak, затем после выхода из-под её влияния, наконец, став подразделением корпорации Singer и была распущена в 1973 году. Отмеченный наградами завод Graflex в Питсфорде, штат Нью-Йорк, все ещё работает и является помещением для фирмы Veramark Technologies, Inc., ранее известной как корпорация MOSCOM.
| Годы      | Производитель                                                                                            |
| --------- | --- |
| 1887-1904 | Folmer and Schwing Manufacturing Co., Нью-Йорк, штат Нью-Йорк                                            |
| 1905-1927 | Folmer & Schwing Div., Eastman Kodak Co. Рочестер, штат Нью-Йорк                                         |
| 1928-1946 | Folmer Graflex Corp., Рочестер, штат Нью-Йорк                                                            |
| 1946-1955 | Graflex Inc., Рочестер, штат Нью-Йорк                                                                    |
| 1956-1968 | Graflex Inc., подразделение General Precision Equipment, Рочестер, штат Нью-Йорк                         |
| 1968-1973 | Graflex Inc., подразделение Singer Corporation                                                           |
| 1973      | Производственная оснастка куплена заводом Sakai Special Camera Mfg. Ltd, (производитель камер Toyo View) |

### Модели
Камеры Graphic, выпущенные после 1940 года могут рассматриваться вполне пригодными для использования и в наше время, а не только как антикварные или коллекционные. Speed Graphic выпускалась в нескольких форматах, но 4×5" стал наиболее распространенным. Также выпускались камеры форматов 2,25×3,25", 3,25×4,25" и 5×7".
| Годы производства | Название модели и описание                                             | Примечания |
| ----------------- | ---------------------------------------------------------------------- | --- |
|                   |                                                                        | |
| 1961—1970         | Super Speed Graphic                                                    | Камера имела цельнометаллический корпус, электрический спуск затвора, калькулятор вспышки, объектив в затворе Graflex-1000 1/1000, металлический корпус, передний стандарт с возможностью наклона и вращающийся задник. Фокальный затвор отсутствовал. |
| 1958—1973         | Super Graphic                                                          | Отсутствовал затвор Graflex-1000 1/1000, в остальном идентична Super Speed Graphic. |
| 1949—1970         | Century Graphic (2.25x3.25)                                            | Модель «Century Graphic» имела пластмассовый корпус, «Crown Graphic» — корпус из металла и красного дерева. Фокальный затвор отсутствовал. Появление на американском рынке импортных 2,25 дюймовых камер, повлекло проектирование и выпуск держателей рулонной пленки (рольфильм адаптеров), а также изобретение универсального крепления Graflok (1949г). Рамочный видоискатель состоял из двух выдвижных частей: жесткой опоры и выдвижной гибкой рамки. В 1955 году дальномер перенесен с боковой на верхнюю часть корпуса (модель 4х5). Отделка передней части корпуса сверху, снизу и по бокам. |
| 1947—1973         | Pacemaker Crown Graphics (4x5, 3.25x4.25, 2.25x3.25)                   | Модель не имела фокального затвора, что снизило вес камеры и позволило использовать более широкий спектр широкоугольных объективов. В остальном идентична Pacemaker Speed Graphic. |
| 1947—1970         | Pacemaker Speed Graphics (4x5, 3.25x4.25, 2.25x3.25)                   | В послевоенных моделях появились объективы с просветлением и центральным затвором. Складной механизм получил стопоры, фиксирующие объектив в положении «бесконечность». В 1955 году дальномер перенесен с боковой на верхнюю часть корпуса (модель 4х5) |
| 1940—1946         | Anniversary Speed Graphic (3.25x4.25 and 4x5")                         | «Юбилейная» модель. Дизайн атласно-черный с хромированной отделкой. Военная версия не имела блестящих хромированных деталей отделки. Направляющие корпуса и откидной крышки стыковались при открытии крышки, что позволяло фокусировать широкоугольный объектив в пределах корпуса. Прочный рамочный видоискатель. Отделка передней части корпуса только сверху и по бокам. |
| 1939—1946         | Miniature Speed Graphic (1-я модель уменьшенного о формата 2.25x3.25") | Проволочный видоискатель с изгибом в верхней части. Впервые установлен дальномер Kalart. Камера имела фокальный затвор. |
| 1928—1939         | Pre-Anniversary Speed Graphic (3.25x4.25, 4x5, 5x7)                    | Проволочный рамочный видоискатель 4x5 дюймов имел изгиб в верхней части. На передней части корпуса отсутствовала отделка, в отличие от более поздних моделей. Ранние «предъюбилейные» модели сохранили откидной оптический видоискатель, но затем получили съемный корпусной видоискатель. Позже корпусные видоискатели были также доступны в качестве аксессуара для модернизации ранее выпущенных моделей. |
| 1912—1927         | Top Handle Speed Graphic 3.25x4.25, 4x5, 3.25x5.5, 5x7                 | Ранние камеры имели объективные доски очень небольшого размера, и не были приспособлены для установки больших, светосильных объективов (например, f /2,9) которые появились в 1920-х годах. Ручка для переноски располагалась на верхней плоскости корпуса камеры. |

## Известные фотографы
Пожалуй, наиболее знаменитым фотографом, снимавшим на Speed Graphic был нью-йоркский фотокорреспондент Артур Феллиг по прозвищу «Виджи», который освещал криминальную жизнь города в 1930-х и 1940-х годах.
Барбара Морган использовала Speed Graphic для съемки хореографии Марты Грэм (Martha Graham)
В 1950-х и 1960-х годах знаменитые фотожурналисты Washington Post и бывшей Washington Evening Star снимали исключительно на Speed Graphic. Некоторые из самых известных фотографий той эпохи были сняты на эту камеру братьями-близнецами Фрэнком П. Хой (Washington Post) и Томом Хой (Washington Evening Star).
Фотографии, удостоившиеся Пулитцеровской премии 1942—1953 годах были сделаны на Speed Graphic, например, снимок фотографа Джо Розенталя с изображением морского пехотинца, поднимающего американский флаг на Иводзиме в 1945 году. Последней фотографией, сделанной на Speed Graphic, отмеченной Пулитцеровской премией в 1961 году стал снимок Ясуси Нагао, на которой политический активист Отоя Ямагути убивает лидера Социалистической партии Японии Инеджиро Асанума прямо на сцене.
В 2004 году американский фотожурналист Дэвид Бернетт использовал камеру Speed Graphic формата 4×5 дюймов с объективом Aero Ektar 178 мм f/2.5 от аэрофотоаппарата К-21 для освещения президентской кампании Джона Керри. Бернетт также использовал Speed Graphic 4×5 для съемки зимних и летних Олимпийских игр.

### Комментарии
1. ↑  Как правило камеры Speed Graphic имели несколько способов фокусировки.
Последовательность, указанная в статье описывает использование выдвижного проволочного видоискателя или дополнительного дальномера. Если бы для фокусировки использовалось  матовое стекло, то фокусировка производилась на матовом стекле, которое затем удалялось перед вставкой кассеты, т. к. пластина с матовым стеклом крепилась в то же место, что и кассета с пленкой.